# Zoo de Kaliningrad
 Le zoo de Kaliningrad a été fondé en 1896 sous le nom de Königsberger Tiergarten dans la ville allemande de Königsberg, qui en 1945 a été annexée par la Russie et a été renommée Kaliningrad. Ainsi, le zoo est l'un des plus anciens et l'un des plus grands parcs zoologiques de Russie. Sa collection, qui s'étend sur 16,5 hectares, comprend 315 espèces avec un total de 2264 animaux (en 2005).
Le zoo de Kaliningrad est également un arboretum.
Le zoo possède également des sculptures d'animaux, dont une statue en bronze d'un élan et une statue en pierre d'un orang-outan. L'entrée est décorée d'une sculpture représentant de nombreux animaux. Les motifs comprennent des bâtiments d'avant-guerre et une fontaine.

## Histoire

### Période allemande

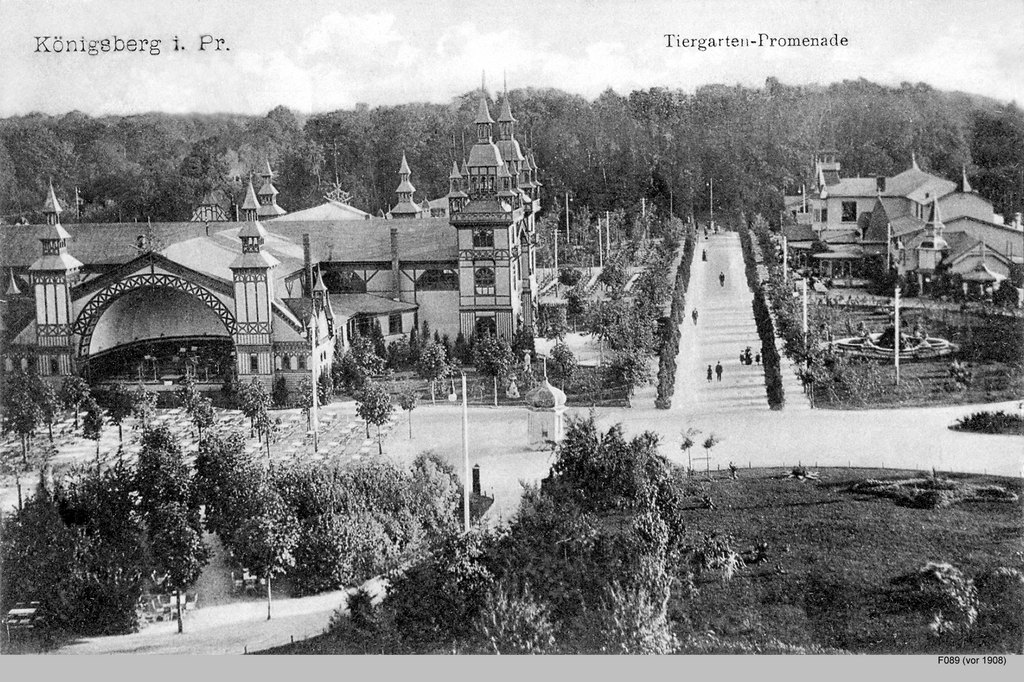
Vue sur le Königsberger Tiergarten (vers 1908).

Le site du zoo moderne a accueilli en 1895 l'exposition industrielle et artisanale du nord-est de l'Allemagne. Son superviseur Hermann Claaß (de) (1841-1914) a proposé de garder les pavillons en bois pour faire un jardin zoologique. Cette idée a rencontré le soutien et l'enthousiasme des habitants de Königsberg, car la création d'un zoo était discutée depuis les années 1880. La presse a également soutenu le projet, ayant donné aux citoyens l'occasion d'exprimer leurs opinions dans les journaux.
Le 22 août 1895, une association de soutien est créée pour réaliser le plan. Son président était le professeur Max Braun (1850-1930), directeur de l'institut zoologique de l'université de Königsberg. En utilisant les cotisations de la société et avec l'aide financière de mécènes qui ont soutenu l'idée (mais sans fonds publics), la société a rénové les pavillons d'exposition au quartier de Mittelhufen. Hermann Claaß est devenu le directeur technique du zoo et à partir de 1897 le directeur. La construction a été un effort conjoint de Claaß, le technicien du parc Model et l'assistant technicien Wichul. Les animaux ont été acquis auprès de Carl Hagenbeck à Hambourg. L'ouverture solennelle du zoo a eu lieu le 21 mai 1896. À cette époque, la collection comptait 893 spécimens représentant 262 espèces.

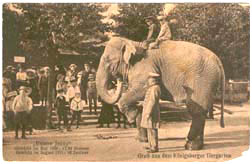
L'éléphant Jenny faisant faire une balade aux enfants au zoo de Königsberg (1911).

Le zoo n'ayant reçu aucun financement de l'État, plusieurs activités ont été organisées pour générer des revenus. Un groupe donnait des concerts en plein air tous les jours en été et dans une salle de concert tous les dimanches en hiver. En juin 1906, le zoo a organisé comme nouveau divertissement une balade en montgolfière (jusqu'à 300 mètres de haut), qui coûtaient trois marks. En comparaison, les frais d'entrée de 1910 étaient de 50 pfennigs pour les adultes et 20 pfennigs pour les enfants. Cependant, il y avait une réduction le troisième dimanche de chaque mois. Le zoo était ouvert tous les jours en été de 7h00 à 23h00 et en hiver de 20h00 jusqu'à la tombée de la nuit. Le bénéfice de cette activité est allé à l'entretien de la collection qui, en 1910, avait atteint 2161 exemplaires, un record battu seulement en 2004.
En 1912, un musée en plein air de l'histoire locale a été créé dans l'enceinte du zoo. En 1938, il a été déplacé vers le mont Hexenberg au nord de Hohenstein (aujourd'hui Olsztynek, en Pologne).
Le zoo a perdu sa prospérité lorsque la Première Guerre mondiale a commencé et a été fermé le 17 août 1914. Tous les bâtiments disponibles ont été utilisés par les militaires comme entrepôts d'uniformes. Le zoo a rouvert ses portes en 1918, mais n'a pas pu, dans le déclin de l'après-guerre, retrouver sa gloire d'antan. La collection a fortement diminué et ne comprenait en 1921 que 565 animaux. Le 26 septembre 1920, la première Ostmesse, un salon événementiel créé pour aider au rétablissement de la Prusse-Orientale, y a été inaugurée par le président Friedrich Ebert.
En 1938, le zoo est devenu la propriété de la ville de Königsberg et la société du Tiergarten a été dissoute. Après la Seconde Guerre mondiale, le dernier directeur du zoo de Königsberg, Hans Georg Thienemann (le fils du célèbre ornithologue Johannes Thienemann, pionnier du baguage des oiseaux) est devenu directeur du zoo de Duisbourg, la ville marraine de Königsberg[réf. nécessaire].

### Après la Seconde Guerre mondiale
Seuls quatre des animaux du zoo ont survécu à la Seconde Guerre mondiale: un cerf, un âne, un blaireau et un hippopotame. L'hippopotame était dans un état particulièrement mauvais, ayant reçu sept balles perdues lorsque l'Armée rouge a pris d'assaut la ville. Le pauvre animal a été retrouvé, toujours vivant, dans un fossé du zoo.
Le spécialiste de l'élevage Vladimir Petrovich Polonsky a été chargé de l'hippopotame. D'après un document dans les archives de Kaliningrad intitulé "Historique du traitement de l'hippopotame" (probablement le rapport du spécialiste de l'élevage), un hippopotame a été soigné.
Le 27 juin 1947, le zoo a célébré son "deuxième anniversaire" sous l'occupation russe. La collection ne comprenait que 50 animaux, dont l'hippopotame qui avait survécu et avait été soigné. Grâce à l'aide d'autres zoos et de la Zoological Association, la collection a rapidement commencé à se développer. Les marins de Kaliningrad ont ramené de nombreux animaux exotiques au zoo.
En 1973, un programme de mécénat a été lancé dans lequel les entreprises de Kaliningrad parrainaient des installations ou des animaux dans le zoo. Grâce à cette pratique, plus de 130 installations ont été équipées de sentiers, de clôtures et d'autres éléments nécessaires. En 1980, des enclos ont été construits pour les animaux de montagne. En prévision de l'anniversaire des 60 ans du zoo sous occupation russe en 2005, le zoo a été modernisé et équipé d'enclos pour les tigres, les léopards des neiges et les lions.

### Statue
Le premier directeur du zoo, Hermann Claaß, a pris sa retraite le 31 mai 1913. Walter Rosenberg a construit une statue en son honneur, qui a été érigée sur l'avenue principale du parc le 13 juin. Après la guerre, la sculpture a disparu et n'a été redécouverte que beaucoup plus tard, dans une résidence privée de la rue Vatunin occupée par le Gosstrakh. Le découvreur, A. Novik, était le défunt directeur du parc du 40e anniversaire du Komsomol, un spécialiste régional connu, et le fondateur d'un musée d'avant-guerre à Königsberg. Le piédestal de la statue a été découvert dans une aire de jeux à l'intersection des rues Ogaryov et Kutuzov. En 1990, le monument a été remonté et reconstruit dans le zoo sur son ancien emplacement.

### Corbeau qui parle
Un "corbeau parlant" vivait dans le zoo. Il a été retrouvé en 1995 dans la cour d'habitants de Kaliningrad, Alexandre et Marina Bogdanov, dont le voisin l'avait baptisée "Yasha" ou "Yashka". Il a passé une nuit avec les Bogdanov avant d'être emmené au zoo. Il est devenu bien connu des habitants de Kaliningrad, jusqu'à faire partie du folklore local (mentionné dans le livre des légendes urbaines d'Alexander Popadin, Heure locale). Il est également connu pour aimer le cottage cheese.
Le corbeau vit dans une cage en plein air dans une partie isolée du zoo, près du poulailler. Bien que le vocabulaire de Yashka se soit limité à la phrase "Ну что?! " ("Eh bien quoi?!"), l'intonation de cette expression combinée à son caractère inattendu peut faire forte impression sur le visiteur non préparé. Plus tard, le corbeau a ajouté à son lexique son propre nom.

### Difficultés financières
Ces dernières années, le zoo a souffert d'un manque de financement, parfois même dans la mesure où il n'y a pas assez de nourriture pour les animaux. Beaucoup d'animaux survivent en fouillant la nourriture des visiteurs.

## Collection
À l'heure actuelle, le zoo de Kaliningrad contient 2264 animaux représentant 315 espèces différentes.
- Mammifères : 59 espèces, 292 spécimens.
- Oiseaux : 84 espèces, 572 spécimens.
- Reptiles : 42 espèces, 97 spécimens.
- Amphibiens : 17 espèces, 59 spécimens.
- Poissons : 105 espèces, 1195 spécimens.
- Invertébrés : 8 espèces, 49 spécimens.

En particulier, la collection comprend 56 espèces inscrites comme espèces menacées sur la Liste rouge de l'UICN : 
- Mammifères: 27 espèces.
- Oiseaux: 11 espèces.
- Reptiles: 7 espèces.
- Amphibiens: 3 espèces.
- Poissons: 8 espèces.

Le zoo reconstitue sa collection et participe à des programmes internationaux de culture et de conservation d'espèces animales rares. Le zoo a vu la reproduction de panthères des neiges, de zèbres, de tapirs du Brésil et de vautours fauves. Récemment, des pélicans frisés, des kangourous arboricoles de Bennett, des grues à cou blanc et des lions ont intégré le zoo.

## Photographies

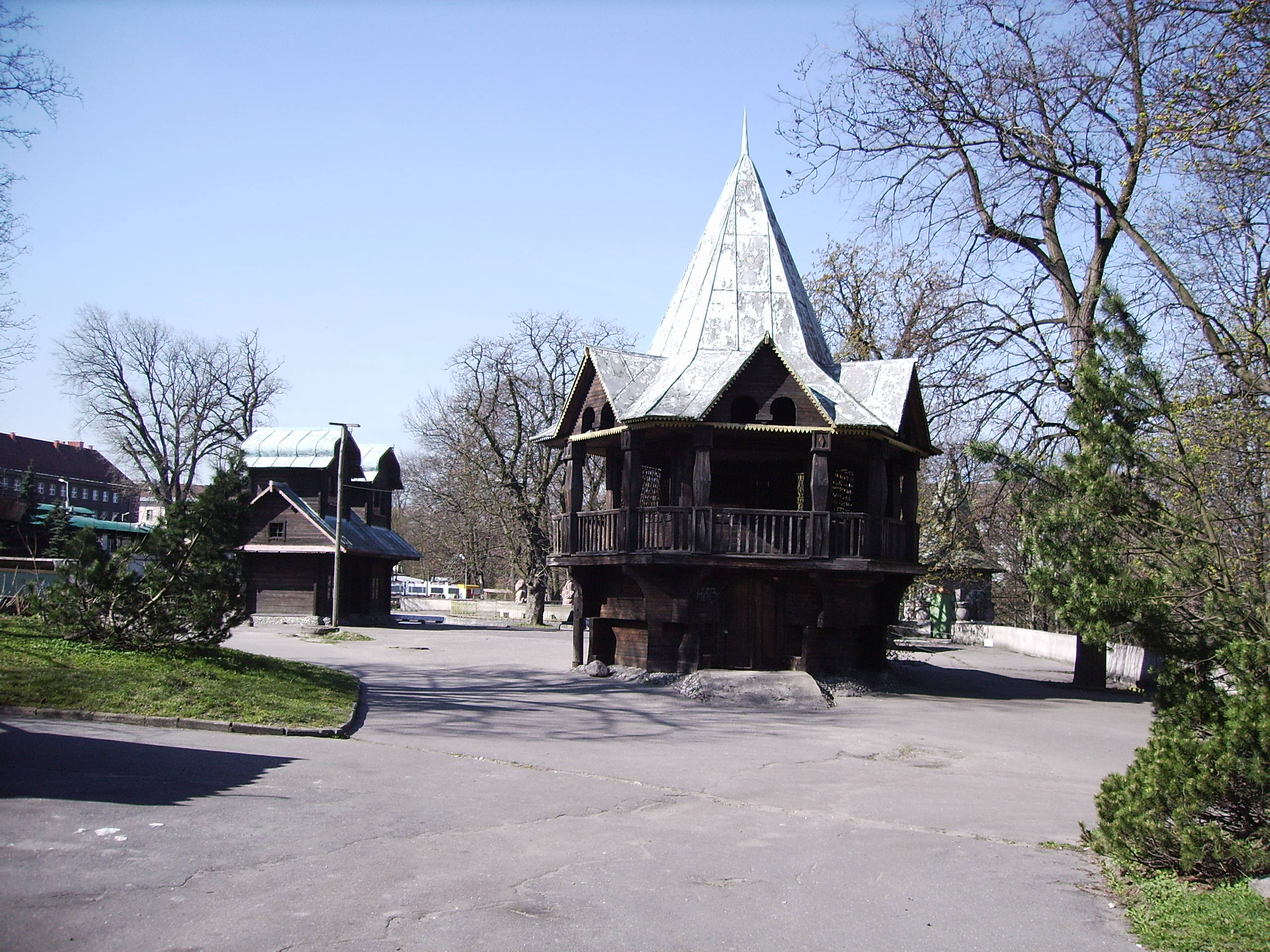
Les restes de la "ville de conte de fées"
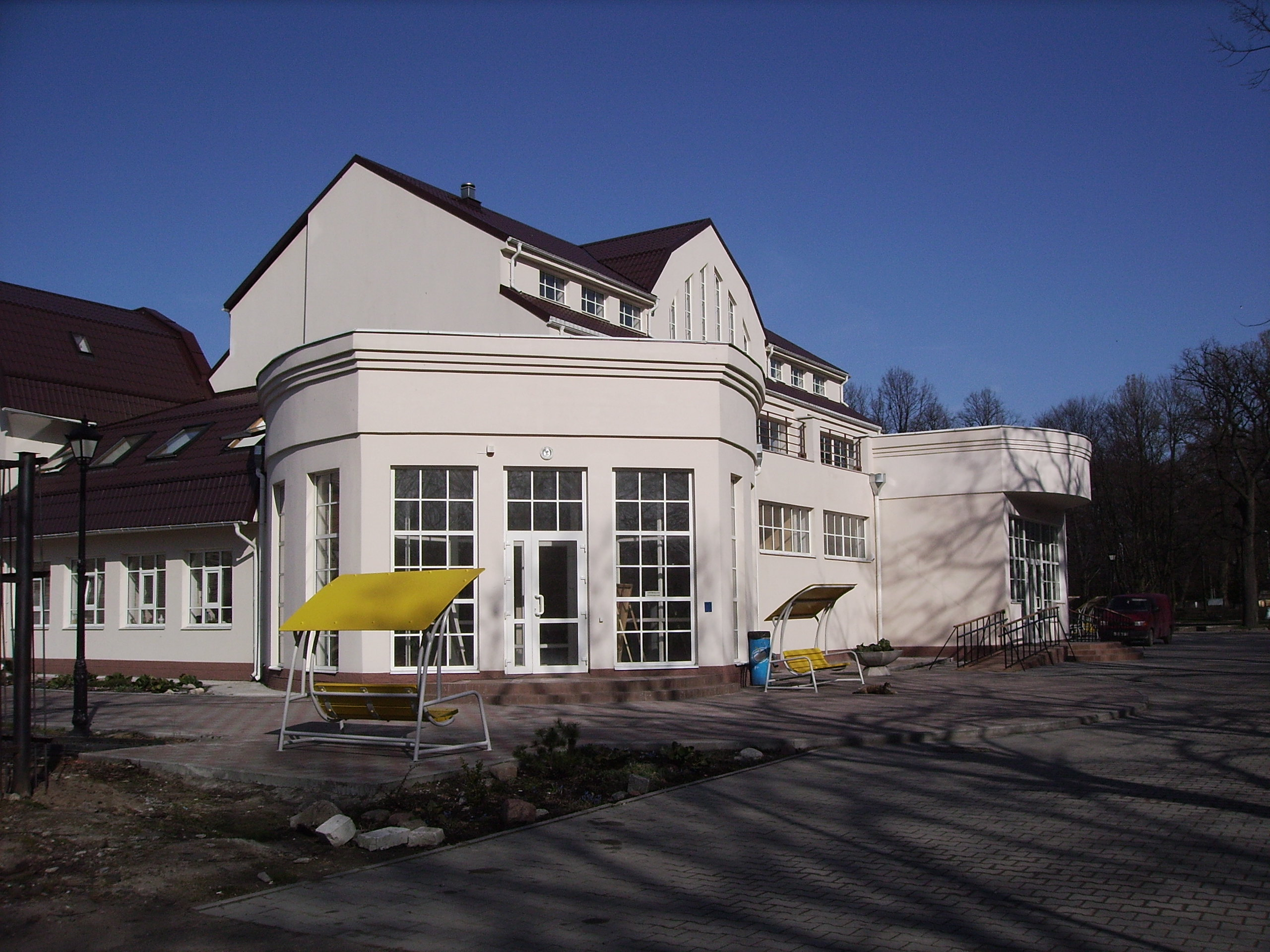
Ce bâtiment dans le zoo a été construit comme un restaurant en 1911. Après la guerre, il a été reconstruit comme la maison des éléphants. Il a été récemment restauré et abrite maintenant l'administration du zoo. Le bâtiment est protégé en tant que monument historique.